# Jelen (hudební skupina)
Jelen je česká akustická hudební skupina založená v roce 2012, hrající tzv. roots music. Písně z vlastní tvorby vycházející z populární hudby jako je country, folk, bluegrass a blues. Kapela získala cenu Anděl v kategorii Objev roku za rok 2014 a cenu Anděl v kategorii Skupina roku za rok 2016.

## Členové
- Jindra Polák – zpěv, kytary, foukací harmonika
- Martin „Kása“ Kasal – housle, piano, vokály
- Ondra Málek – basa, buben, vokály
- Tomáš Málek – kytara
- Honza Rek – banjo, elektrická kytara, valcha
- Josef Málek – akordeon, zpěv
- Saša Smutný – trubka
- Vít Polák – bicí

## Dřívější členové
- Janek Kovářík – akordeon
- Ludvík Kulich – kytara

## Diskografie

### Singly
- Nebe nad Prahou (2014)
- Magdaléna (2014)
- Co bylo dál (2015)
- Jelen (2015)
- Světlo ve tmě (2015)
- Vlčí srdce (2016)
- Klidná jako voda (2016)
- Slunovrat (2016)
- To světlo jsi ty' (2016)
- Domů (2017)
- Vánoční (2017)
- Mars a venuše (2018)
- Ještě jednu noc (2021)
- Někde kolem (2021)

### Hostující
- Léto (feat Xindl X, Chinaski, Miro Žbirka a Slza)' (2016)

### Studiová alba
- EP Magdaléna (2013)
- Světlo ve tmě (2014)
- Světlo ve tmě – reedice (2015) – obsahuje navíc píseň Co bylo dál a rádiovou verzi singlu Magdaléna
- Vlčí srdce (2016)
- Půlnoční vlak Michala Tučného (2019)
- Věci & sny (2021)
- Všechno bude dobrý (2023)

### Koncertní alba
- Živě v Lucerně (2017)

## Ocenění
- Nominace v anketě Český slavík Mattoni 2014 v kategorii Objev roku
- Cena Anděl v kategorii Objev roku 2014